# Росета (Равена)
Росета је насеље у Италији у округу Равена, региону Емилија-Ромања.
Према процени из 2011. у насељу је живело 257 становника. Насеље се налази на надморској висини од 6 м.